# Mame
Mame je slovenska nanizanka scenaristov Ivane Jurković, Dušana Čatra in Irene Svetek, ki se je predvajala na TV Slovenija 1. Režiser je Slobodan Maksimović, producent pa Andrej Kregar.
Serija je doživela 2 sezoni, začela se je zadnji dan leta 2017 in zaključila v decembru 2018.

## Sezone
| Sezona | Sezona | Št. epizod | Original predvajanje (TV SLO 1) | Original predvajanje (TV SLO 1) |
| Sezona | Sezona | Št. epizod | Začetek sezone                  | Konec sezone                    |
| ------ | ------ | ---------- | ------------------------------- | ------------------------------- |
|        | 1      | 18         | 31. december 2017               | 29. april 2018                  |
|        | 2      | 10         | 27. oktober 2018                | 29. december 2018               |

## Liki
| Igralec           | Vloga               | Opis                                                        |
| ----------------- | ------------------- | ----------------------------------------------------------- |
| Mame              |                     |                                                             |
| Vesna Slapar      | Tatjana Peternel    | profesorica latinščine, mati enega otroka                   |
| Tijana Zinajić    | Mirjana Vovk        | taksistka, mati treh otrok                                  |
| Vesna Pernarčič   | Julija Kranjc       | igralka, prej natakarica, mama enega otroka                 |
| Barbara Medvešček | Iva Brunski         | natakarica, prej sestra v domu za ostarele, mati dveh otrok |
| Lea Cok           | Maša Peternel       | lastnica oglasnega studia, mlada mamica                     |
| Njihovi možje     |                     |                                                             |
| Uroš Smolej       | Klemen Peternel     | plastični kirurg, Tatjanin mož                              |
| Lotos Šparovec    | Miro Stojkić - Miki | natakar in lastnik Angel Bara, Julijin mož                  |
| Aljoša Koltak     | Igor Brunski        | maser in znanstvenik, Ivin mož                              |
| Otroci            |                     |                                                             |
| An Mikono Čopič   | Ivan Vovk           | Mirjanin najmlajši sin                                      |
| Lovro Žunić       | Marko Vovk          | Mirjanin srednji sin                                        |
| Filip Žunić       | Nikola Vovk         | Mirjanin najstarejši sin                                    |
| Ana Lu Lamut      | Anja Brunski        | Ivina starejša hči                                          |
| Ina Kozjak        | Pia Brunski         | Ivina mlajša hči                                            |
| Žan Tomšič        | Gaber Kranjc        | Julijin sin                                                 |
| Jakob Rakovec     | Kajetan Peternel    | Tatjanin sin                                                |
| Ostali            |                     |                                                             |
| Uroš Fürst        | Janez Vovk          | Mirjanin bivši mož, vojak                                   |
| Jure Henigman     | Tadej               | Mašin bivši fant, knjižničar                                |
| Francesco Borchi  | Gianluigi           | Mirjanin partner, hipnotizer                                |